# Liste der Stolpersteine in St. Blasien

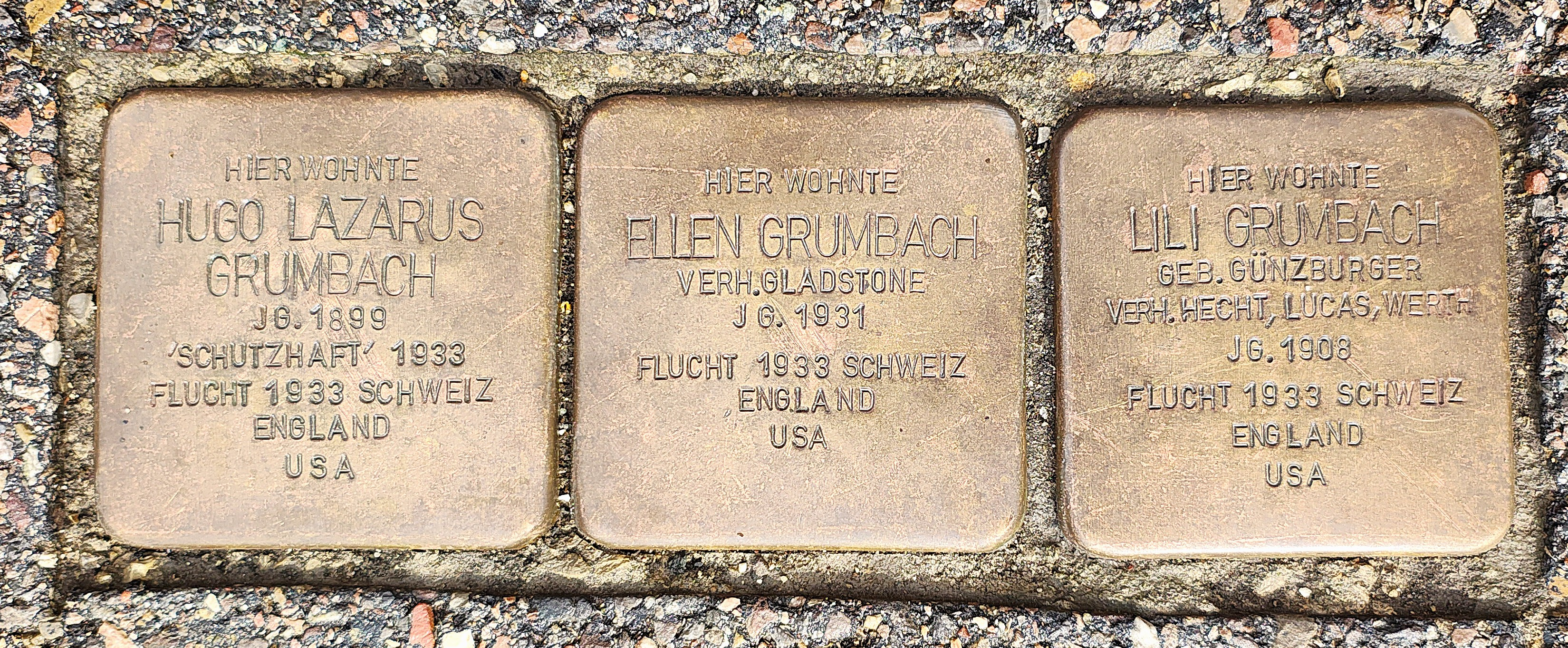

Die Liste der Stolpersteine in St. Blasien führt die in der baden-württembergischen Stadt St. Blasien in Deutschland verlegten Stolpersteine.
Stolpersteine sind besondere Pflastersteine in Gehwegen, die an die Opfer der nationalsozialistischen Diktatur in der Stadt St. Blasien im Landkreis Waldshut in Baden-Württemberg erinnern sollen.
Im Schuljahr 2022/2023 am Seminarkurs des Kollegs St. Blasien recherchierten die Teilnehmer über die Geschichte der vom NS-Regime verfolgten Menschen, die in St. Blasien gelebt haben. Die Ergebnisse mündeten in einer Ausstellung und in die Ergänzungen zum digitalen Gedenkbuch auf der städtischen Homepage. Die Einträge dort geben die Lebensläufe diejenigen, „die ihre Heimat, ihren Lebensmittelpunkt und ihre Arbeitsstätte durch die Herrschaft des NS-Regimes verloren haben“ wieder.

## Stolpersteine
Die Stolpersteine sind ein Projekt des Künstlers Gunter Demnig. Mit diesen kleinen Gedenktafeln soll an das Schicksal der Menschen erinnert werden, die während des Nationalsozialismus ermordet, deportiert, vertrieben oder in den Suizid getrieben wurden. Stolpersteine sind kubische Betonsteine mit einer Kantenlänge von zehn Zentimetern, auf deren Oberseite sich eine individuell beschriftete Messingplatte befindet. Sie werden in der Regel vor den letzten frei gewählten Wohnhäusern der NS-Opfer niveaugleich in die Pflaster der Gehwege eingelassen. Mittlerweile gibt es über 116.000 Steine (Stand: Dezember 2024) nicht nur in Deutschland, sondern auch in 31 weiteren europäischen Ländern. Die Stolpersteine sind das größte dezentrale Mahnmal der Welt.

## Verlegedaten
Die ersten neun Stolpersteine wurden 24. Mai 2023 vom Künstler persönlich verlegt:
- Bernau-Menzenschwander-Straße 16
- Fürstabt-Gerbert-Straße 14 (Kolleg St. Blasien)
- Hauptstraße 3
- Hauptstraße 11

Am 11. Dezember 2023 wurden zwei weitere Steine verlegt:
- Hauptstraße 27

## Verlegte Stolpersteine
Anmerkung: Die Tabelle ist alphabetisch nach Adresse sortiert, lässt sich aber auch nach Nachnamen sortieren.
| Stolperstein    | Inschrift | Standort                         | Name, Leben                                                               |
| --------------- | --- | -------------------------------- | ------------------------------------------------------------------------- |
|                 | HIER WOHNTE ELLEN GRUMBACH VERH.GLADSTONE VERHAFTET 1942 JG. 1931 FLUCHT 1933 SCHWEIZ ENGLAND USA                                                                                  | Bernau-Menzenschwander-Straße 16 | Ellen Grumbach Der Stolperstein wurde am 24. Mai 2023 verlegt.            |
|                 | HIER WOHNTE HUGO LAZARUS GRUMBACH JG. 1899 'SCHUTZHAFT' 1933 FLUCHT 1933 SCHWEIZ ENGLAND USA                                                                                       | Bernau-Menzenschwander-Straße 16 | Hugo Lazarus Grumbach Der Stolperstein wurde am 24. Mai 2023 verlegt.     |
|                 | HIER WOHNTE LILI GRUMBACH GEB. GÜNZBURGER JG. 1908 VERH. HECHT, LUCAS, WERTH FLUCHT 1933 SCHWEIZ ENGLAND USA                                                                       | Bernau-Menzenschwander-Straße 16 | Lili Grumbach Der Stolperstein wurde am 24. Mai 2023 verlegt.             |
|                 | HIER LEHRTE PATER ALOIS GRIMM SJ JG. 1886 KOLLEG ST. BLASIEN 33 9.8.1939 VERBOTEN UND AUFGELÖST DENUNZIERT/VERHAFTET WEHRKRAFTZERSETZUNG HINGERICHTET 11.9.1944 BRANDENBURG-GORDEN | Fürstabt-Gerbert-Strasse 14      | Alois Grimm Der Stolperstein wurde am 24. Mai 2023 verlegt.               |
| Bild gesucht BW | HIER WOHNTE/ARBEITETE ALFRED MORITZ GRUMBACH ALFRED BACH JG. 1898 VERZOGEN 1932 BERLIN FLUCHT 1933 SCHWEIZ FRANKREICH 1936 SÜDAFRIKA                                               | Hauptstrasse 3                   | Alfred Grumbach Der Stolperstein wurde am 24. Mai 2023 verlegt.           |
| Bild gesucht BW | HIER WOHNTE/ARBEITETE GERTRUDE REGINE GRUMBACH VERH. JACOBI JG. 1909 FLUCHT 1933 SCHWEIZ FRANKREICH ENGLAND                                                                        | Hauptstrasse 3                   | Gertrude Grumbach Der Stolperstein wurde am 24. Mai 2023 verlegt.         |
| Bild gesucht BW | HIER WOHNTE/ARBEITETE GUSTAV GRUMBACH JG. 1867 'SCHUTZHAFT' 1933 FLUCHT 1933 SCHWEIZ FRANKREICH ENGLAND USA                                                                        | Hauptstrasse 3                   | Gustav Grumbach Der Stolperstein wurde am 24. Mai 2023 verlegt.           |
| Bild gesucht BW | HIER WOHNTE/ARBEITETE HULDA GRUMBACH GEB. DREIFUSS JG.1873 FLUCHT 1933 SCHWEIZ FRANKREICH TOT AUF DER FLUCHT 7.1.1934 STRASSBURG                                                   | Hauptstrasse 3                   | Hulda Grumbach Der Stolperstein wurde am 24. Mai 2023 verlegt.            |
|                 | HIER WOHNTE/ARBEITETE ALEX MENDELSOHN JG. 1891 GESCHÄFT 1938 'ARISIERT' 'SCHUTZHAFT' 1938 LÜBECK FLUCHT 1938 URUGUAY                                                               | Hauptstrasse 11                  | Alex Mendelsohn Der Stolperstein wurde am 24. Mai 2023 verlegt.           |
| Bild gesucht BW | HIER ARBEITET FERDINAND ODENHEIMER JG. 1885 GEDEHMÜTIGT/ENTRECHTET UNFREIWILLIG VERZOGEN 1936 BADEN-BADEN SCHUTZHAFT 1938 KZ DACHAU ENTLASSEN/ÜBERLEBT                             | Hauptstrasse 27                  | Ferdinand Odenheimer Der Stolperstein wurde am 11. Dezember 2023 verlegt. |
| Bild gesucht BW | HIER ARBEITETE LINA ODENHEIMER GEB. SEITER JG. 1886 AUSGEGRENZT/DRANGSALIERT UNFREIWILLIG VERZOGEN 1936 BADEN-BADEN ÜBERLEBT                                                       | Hauptstrasse 27                  | Lina Odenheimer Der Stolperstein wurde am 11. Dezember 2023 verlegt.      |